# Bilete de papagal

Bilete de papagal a fost un ziar scos în 2 februarie 1928 de Tudor Arghezi, deschis, în special, tuturor scriitorilor consacrați, dar și tinerelor talente.
Ziarul era de foarte mici dimensiuni, fiind publicat în 4 pagini cu dimensiunile de 32×12 cm. Primele numere ale Biletelor de papagal au fost tipărite în tipografia instalată în curtea casei lui Tudor Arghezi, pe locul căreia se află în prezent Casa memorială Tudor Arghezi.
Primele două numere ale ziarului au fost integral scrise de Tudor Arghezi. Începând cu al treilea număr, apar colaborările. Astfel, în numărul 3, George Topîrceanu a semnat două parodii (“Psalm” și “Utrenie”), după două poezii semnate de Arghezi în volumul Cuvinte potrivite precum și alte două parodii originale. Numărul 4 a fost scris de Otilia Cazimir iar numărul 5 de Felix Aderca. Numărul 9 a fost scris de Ionel Teodoreanu, iar numărul 16 de Urmuz, împreună cu directorul publicației.
Seria întâi a Biletelor de papagal, cu apariție zilnică s-a încheiat cu nr 460, din 9 august 1929.
În anul 1930, la 15 iunie, reapare revista Bilete de papagal, cu același format, dar numai pentru o scurtă perioadă de timp, ultimul număr al seriei a II-a apărând la 5 octombrie 1930.
În iunie 1937 apare seria a 3-a a revistei Bilete de papagal, cu un alt format și o altă prezentare grafică, cu apariție săptămânală. După apariția a 33 de numere, în februarie 1938 revista a fost interzisă și și-a încetat apariția.
Sâmbătă 16 decembrie 1944, Tudor Arghezi a scos ultima serie (a patra) a publicației Bilete de papagal în format de ziar, din care au apărut 48 de numere, până joi 15 februarie 1945.
În revistă au debutat o serie de poeți și scriitori, ca Virgil Teodorescu (1928), Aurel Baranga, Constantin Nisipeanu (1928), Virgil Gheorghiu, Geo Bogza, Ion Biberi, Cella Delavrancea, Laurențiu Fulga (1937), Maria Banuș (1928), Emil Botta (1929),